# Еріка Сейнт
Еріка Сейнт (фр. Erika Sainte; нар. 14 липня 1981) — бельгійська акторка, володарка премії «Маґрітт» найперспективнішій акторці (2012) за роль Лаури у стрічці «Вона не плаче, вона співає».

## Життєпис
У 2000 році Еріка Сейнт закінчила Академії мистецтв у комуні Іксель (Брюссельський столичний регіон), потім вивчала драму в Інституті мистецтва радіомовлення у Брюсселі, який закінчила в 2004 році.
Після закінчення навчання Еріка Сейнт виступала у театрі «Théâtre Le Public» в комуні Сен-Жосс-тен-Ноде (Брюссельський столичний регіон), у якому працює й донині, фільмувалася у короткометражних фільмах.
У 2011 році вона деб'ютувала на телебаченні, отримала невелику епізодичну роль в телесеріалі «Інтерпол».
Успіх та визнання до Еріки Сейнт прийшли після того, як вона виконала головну роль у стрічці бельгійського режисера Філіпа де П'єпонта «Вона не плаче, вона співає». За цю роль вона отримала премію «Маґрітт» у номінації  найперспективніша акторка.
У 2015 році Еріка Сейнт була членкинею журі 13-го Брюссельського кінофестивалю.

## Фільмографія
| Рік       |    | Українська назва              | Оригінальна назва                       | Роль                               |
| --------- | -- | ----------------------------- | --------------------------------------- | ---------------------------------- |
| 2018      | ф  | Щасливі невдахи               | Le Grand Bain                           | Діана, дружина Лорана              |
| 2018      | с  | Багряні ріки                  | Les rivieres pourpres                   | Каміль Делоне, лейтенантка поліції |
| 2018      | с  | Віктор Гюґо: Ворог держави    | Victor Hugo, ennemi d'État              | Леоні д'Анет                       |
| 2018      | с  | Жаклін Соваж: Якщо це був він | Jacqueline Sauvage : C'était lui ou moi | Кароль                             |
| 2018      | ф  | Дві години від Парижу         | À deux heures de Paris                  | Сидонія                            |
| 2017      | ф  | Молода жінка                  | Jeune femme                             | мати Ліли                          |
| 2017      | ф  | Змій з тисячею порізів        | Le Serpent aux mille coupures           | Стефанія                           |
| 2017      | ф  | Я залишився в лісі            | Je suis resté dans les bois             | камео                              |
| 2016      | ф  | Живі                          | Les Survivants                          | Надя                               |
| 2016      | ф  | Стій там!                     | Arrêtez-moi là                          | Єлізабет Островська                |
| 2016—2018 | с  | Чорний барон                  | Baron noir                              | Фанні Альверн                      |
| 2015      | ф  | Ходять по Місяцю              | Moonwalkers                             | Елла                               |
| 2015      | ф  | Бельгійська катастрофа        | Belgian Disaster                        | Маґалі                             |
| 2014      | ф  | Бельгійське життя             | La vie est belge                        | Сандрін                            |
| 2014      | ф  | Усі кішки сірі                | Tous les chats sont gris                | продавчиня                         |
| 2014      | ф  | Французький зв'язок           | La French                               | Олівія                             |
| 2011      | ф  | Вона не плаче, вона співає    | Elle ne pleure pas, elle chante         | Лаура                              |
| 2011      | с  | Інтерпол                      | Interpol                                | Жулі Нойвенс                       |
| 2011      | кф | Марі та Фред                  | Marie et Fred                           | Марі                               |
| 2010      | кф | Пляж Опал                     | Opale plage                             | Ніні                               |
| 2009      | кф | Пасажири                      | Passagers                               | Еріка                              |
| 2007      | кф | Різдво 347                    | Noël 347                                | Міс Різдво                         |
| 2004      | кф | Народився 14 лютого           | Né un 14 février                        |                                    |
| 2002      | тф | Проїздка поромом              | Passage du bac                          | мадам Деркорт                      |

## Нагороди та номінації
| Рік  | Премія    | Номінація                 | Фільм / роль                         | Результат |
| ---- | --------- | ------------------------- | ------------------------------------ | --------- |
| 2012 | «Маґрітт» | Найперспективніша акторка | «Вона не плаче, вона співає» / Лаура | Перемога  |